# Але (Мен и Лоара)
Але (фр. Alleuds) насеље је и општина у западној Француској у региону Лоара, у департману Мен и Лоара која припада префектури Анже.
По подацима из 2011. године у општини је живело 887 становника, а густина насељености је износила 84,72 становника/km². Општина се простире на површини од 10,47 km². Налази се на средњој надморској висини од 69 метара (максималној 73 m, а минималној 49 m).

## Демографија
| 1962. | 1968. | 1975. | 1982. | 1990. | 1999. | 2011. |
| ----- | ----- | ----- | ----- | ----- | ----- | ----- |
| 443   | 431   | 402   | 449   | 564   | 636   | 887   |

График промене броја становника у току последњих година